# Plantago sabulosa
Plantago sabulosa är en grobladsväxtart som beskrevs av Avinoam Danin och Raus. Plantago sabulosa ingår i släktet kämpar, och familjen grobladsväxter. Inga underarter finns listade i Catalogue of Life.